# Гетто в Улле (Витебская область)
Гетто в У́лле (декабрь 1941 — осень 1942) — еврейское гетто, место принудительного переселения евреев посёлка Улла Бешенковичского района Витебской области и близлежащих населённых пунктов в процессе преследования и уничтожения евреев во время оккупации территории Белоруссии войсками нацистской Германии в период Второй мировой войны.

## Оккупация Уллы и создание гетто
Улла была занята немецкими войсками 7 июля 1941 года, и оккупация продлилась почти три года — до 26 июня 1944 года.
Перепись населения 1923 года установила, что в Улле проживало 1068 евреев — 54,2 % всех жителей, а перед Великой Отечественной войной — 516 (520) евреев. Из них мужчины призывного возраста служили в Красной армии, а из оставшихся эвакуироваться успели только немногие.
Реализуя нацистскую программу уничтожения евреев, немцы создавали гетто почти во всех городах и населённых пунктах Беларуси, где проживало еврейское население. Так и в Улле в декабре 1941 года оккупанты организовали гетто на месте нынешнего ПТУ № 3. В старое деревянное здание райисполкома, фактически в сарай, согнали всех евреев Уллы. Часть местных жителей мародерствовали в оставленных еврейских домах вместе с немцами.

## Условия в гетто

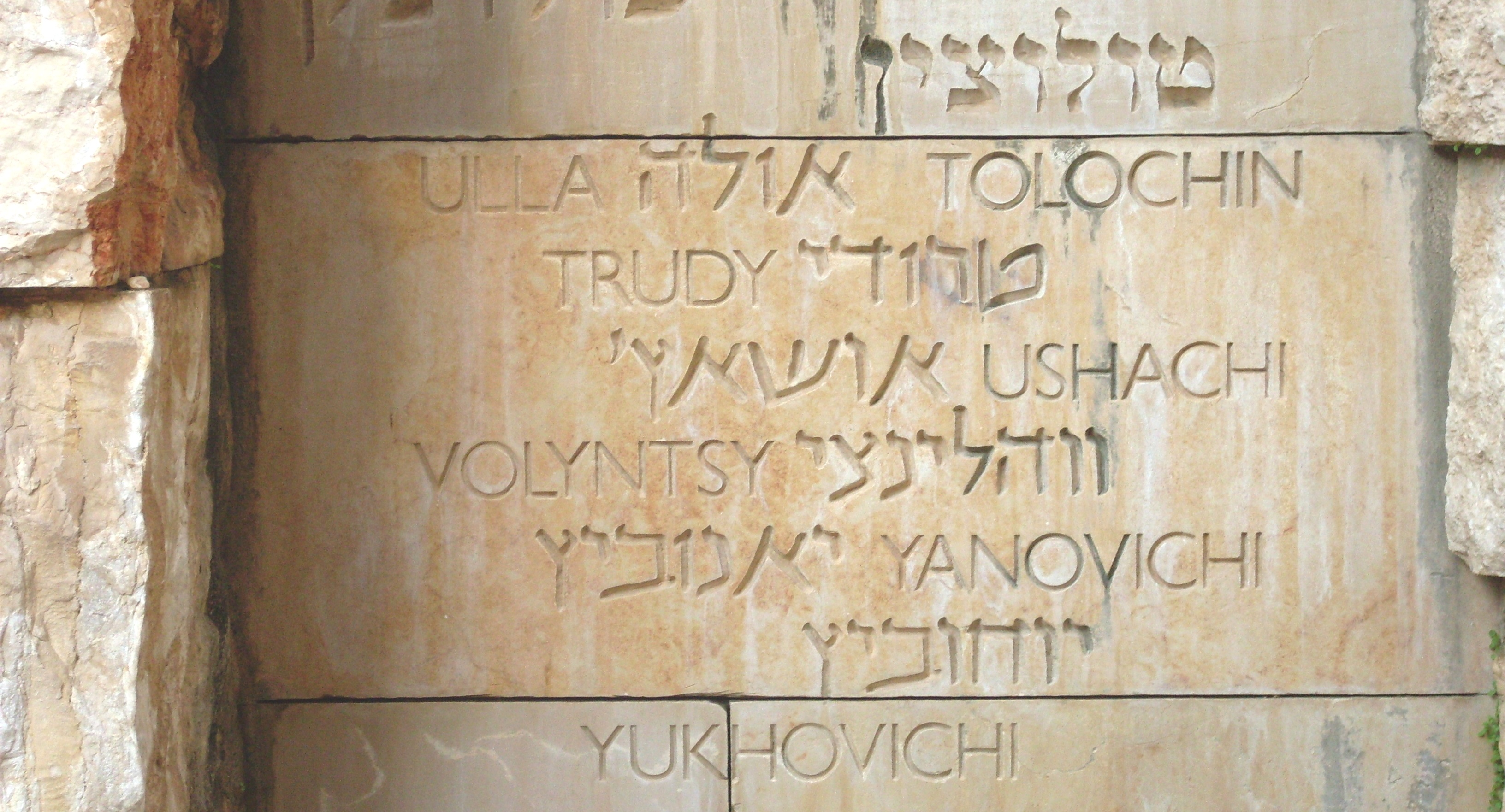
Улла в списке уничтоженных во время Холокоста еврейских общин в «Долине Уничтоженных общин» в Яд Вашем

Евреев принудили носить одежду с желтыми звездами, за их перемещениями постоянно следили белорусские полицаи, не позволяя без разрешения покидать гетто. Евреев выпускали только в поисках еды и на принудительные работы. Всех узников, в том числе стариков, женщин, детей и больных, заставляли трудиться на тяжёлых землеройных работах.

## Уничтожение гетто
Немцы очень серьёзно относились к возможности еврейского сопротивления, и поэтому в первую очередь убивали в гетто или ещё до его создания евреев-мужчин в возрасте от 15 до 50 лет — несмотря на экономическую нецелесообразность, так как это были самые трудоспособные узники. Поэтому первые «акции» (таким эвфемизмом гитлеровцы называли организованные ими массовые убийства) начались уже с 5 декабря 1941 года, когда были убиты те из евреев, кто мог организовать и оказать сопротивление оккупантам — большинство мужчин, интеллигенты и молодёжь. По воспоминаниям свидетелей, мучения оставшихся в живых евреев были так невыносимы, что они ждали смерти как избавления. 5 декабря 1941 года у бывшего военного городка немцы расстреляли около 350 евреев.
Улльское гетто просуществовало до осени (17 января) 1942 года, и из его узников в живых остались единицы.

## Память
В 1948 году Евгения Григорьевна Розенблюм (Алуф) с сестрой привезли с еврейского кладбища безымянный надгробный камень на место братской могилы, поставили ограду и маленький обелиск. Григорий Пудель, чьи родители и сестра были убиты в Улльском гетто, в 1974 году привез из Ленинграда мраморные плиты для обелиска — одну с новым текстом и ещё одну для обрамления камня со старой надписью. В 1979 году захоронение было переоборудовано и обустроено местными властями.
На памятнике жертвам геноцида евреев в Улле написано: «Товарищ, обнажи голову перед памятью погибших. На этом месте покоятся 320 жителей Уллы: детей, женщин, стариков, зверски замученных и закопанных заживо немецко-фашистскими палачами». По мнению местных жителей, свидетелей расстрелов, здесь захоронено более 360 (350) человек.